# Стишљивост флуида
Стишљив флуид је флуид код кога су еластичне силе доминантне, па због тога долази до промене запремине, по чему се разликује од нестишљивог флуида код кога је запремина непроменљива. Овај модел се примењује у динамици гасова.
Нестишљив флуид:
Стишљив флуид:
Напомена 1При великим променама притиска (хидраулички удар, подводна експлозија) нестишљиви флуиди се понашају као стишљиви.
Напомена 2При спором, лаганом струјању гаса када су промене притиска мале гас се понаша приближно као нестишљив флуид (проблематика климатизације, термотехнике, итд.).

## Квантитативни опис стишљивости
Густина ρ = ρ(x,y,z,t) је величина стања и зависи од друге две величине стања - притиска p и температуре T.
Коефицијент стишљивости је релативна промена запремине флуидног делића по јединичној промени притиска (јединица у СИ систему је −1):
Модул стишљивости ε = ε(p,T) се дефинише као реципрочна вредност коефицијента стишљивости (јединица у СИ систему је Pa):
Дејство притиска − стишљивост: